# Heart Aerospace
Heart Aerospace AB är ett svenskt industriföretag, som utvecklar ett passagerarflygplan för eldrift. Det grundades i Göteborg 2018 av Anders Forslund och Klara Forslund. 
Heart Aerospace utvecklar ES-30, ett eldrivet regionalpassagerarflygplan för 30 passagerare. Det ska ha hybriddrift, med omkring 200 kilometers räckvidd med el och ytterligare 200 kilometer med flygbensindrivna elgeneratorer.
Företaget presenterade den 15 september 2022 sina planer för ES-30, innebärande planerade provflygningar från 2026 och första leveranser 2028. Produktionen uppgavs då vara att den skulle ske i en monteringsverkstad vid Säve flygplats i Göteborg, men denna planering har senare ändrats. En etablering på Halmstads flygplats har diskuterats.
Bland minoritetsinvesterare i företaget finns bland andra Air Canada, Saab, United Airlines och Mesa Air Group.